# Nixu
Nixu Oyj est une société de conseil en cybersécurité à Espoo en Finlande.

## Présentation
Nixu est fondée en 1988 par Pekka Nikander.
Le nom de Nixu vient du nom du système d'exploitation Unix et du surnom du laboratoire de l'université technologique d'Helsinki appelé Niksula en l'honneur de Pekka Nikander, qui y a travaillé pendant ses études.
Les locaux de l'entreprise sont d'abord situés à Helsinki, en dernier à Käpylä.
Depuis 2009, le siège et les locaux de l'entreprise sont situés dans la section Keilaniemi d'Espoo.

## Actionnaires
Au 29 février 2020, les 10 plus grands actionnaires de Nixu étaient:
| #   | Actionnaire              | Actions   | %     |
| --- | ------------------------ | --------- | ----- |
| 1.  | Gylfe Bo Peter           | 723 000   | 9,74  |
| 2.  | Nordea Bank              | 639 351   | 8,61  |
| 3.  | Varma                    | 262 228   | 3,53  |
| 4.  | Tenendum Oy              | 248 800   | 3,35  |
| 5.  | Taaleri                  | 200 000   | 2,69  |
| 6.  | Ilmarinen oy             | 184 704   | 2,49  |
| 7.  | OP-Suomi                 | 180 227   | 2,43  |
| 8.  | Rasila Kimmo Juha Markku | 157 132   | 2,12  |
| 9.  | eQ                       | 150 826   | 2,03  |
| 10. | Aktia                    | 150 322   | 2,02  |
|     | sous total               | 2 896 590 | 39,01 |